# Quartieri di Buenos Aires

Mappa dei 48 barrios di Buenos Aires.

La Città autonoma di Buenos Aires è composta da 48 quartieri o barrios. Il quartiere più esteso e popolato è quello di Palermo mentre quello più piccolo è Parque Chas. Alcuni quartieri, come Palermo, La Boca, San Telmo, Monserrat, Puerto Madero, Belgrano e Recoleta sono popolari mete turistiche.

## Elenco dei quartieri
- Agronomía
- Almagro
- Balvanera
- Barracas
- Belgrano
- Boedo
- Caballito
- Chacarita
- Coghlan
- Colegiales
- Constitución
- Flores
- Floresta
- La Boca
- La Paternal
- Liniers
- Mataderos
- Monte Castro
- Monserrat
- Nueva Pompeya
- Núñez
- Palermo
- Parque Avellaneda
- Parque Chacabuco
- Parque Chas
- Parque Patricios
- Puerto Madero
- Recoleta
- Retiro
- Saavedra
- San Cristóbal
- San Nicolás
- San Telmo
- Vélez Sársfield
- Versalles
- Villa Crespo
- Villa del Parque
- Villa Devoto
- Villa General Mitre
- Villa Lugano
- Villa Luro
- Villa Ortúzar
- Villa Pueyrredón
- Villa Real
- Villa Riachuelo
- Villa Santa Rita
- Villa Soldati
- Villa Urquiza

## Quartieri non ufficiali
Oltre ai 48 quartieri riconosciuti dalle autorità cittadine esistono anche una serie di quartieri comunemente noti ma non riconosciuti ufficialmente. Belgrano è a sua volta suddivisa nelle zone di Belgrano R, Belgrano C, Bajo Belgrano e Barrio Chino, quest'ultimo sviluppatosi negli anni'90 come centro della comunità cinese della città. La zona compresa tra i barrios di Retiro, Recoleta e Palermo e situato lungo l'Avenida Santa Fe è noto come Barrio Norte.
In quanto quartiere più esteso Palermo è anche l'area che più è suddivisa in quartieri non ufficiali. L'area compresa tra Coronel Diaz, Cordoba, Scalabrini Ortiz e Güemes è conosciuta come Palermo Viejo. La zona nord-est del barrio è conosciuta come Palermo Chico ed è una delle aree più esclusive della città. La zona nord-occidentale di Palermo, dove hanno sede gli studi televisivi, è conosciuta invece come Palermo Hollywood, mentre l'area dove sono concentrati i negozi e i locali di moda è stata ribattezzata Palermo Soho.
La zona orientale di San Nicolás, compresa tra l'Avenida 9 de Julio, la Diagonal Norte, plaza de Mayo, Avenida Madero e Avenida Cordoba è conosciuta come Microcentro ed è il principale centro finanziario della città.
L'area nota come Abasto, prende il nome dal mercato omonimo ed è compresa tra la parte nord-est di Almagro e quella nord-ovest di Balvanera. Il quartiere di Congreso, ovvero sia l'area attorno al Palazzo del Congresso della Nazione Argentina, è formata dalla parte settentrionale di San Cristóbal, da quella occidentale di Monserrat e da quella sudorientale di Balvanera.
Il quartiere di Parque Centenario gravita attorno all'omonimo parco, ed è situata al confine tra Almagro, Caballito e Villa Crespo. La parte meridionale di Flores è invece conosciuta come Bajo Flores.